# Espagne au Concours Eurovision de la chanson 1978
L'Espagne a participé au Concours Eurovision de la chanson 1978 le 7 mai à Paris, en France. C'est la 18e participation espagnole au Concours Eurovision de la chanson.
Le pays est représenté par le chanteur José Vélez et la chanson Bailemos un vals, sélectionnés en interne par la TVE.

## Sélection interne
Le radiodiffuseur espagnol, la Televisión Española (TVE), choisit en interne l'artiste et la chanson représentant l'Espagne au Concours Eurovision de la chanson 1978.
| Ordre | Artiste    | Chanson          | Langue             | Traduction        |
| ----- | ---------- | ---------------- | ------------------ | ----------------- |
| 1     | José Vélez | Bailemos un vals | Espagnol, français | Dansons une valse |

Lors de cette sélection, c'est la chanson Bailemos un vals, écrite et composée par Manuel de la Calva et Ramón Arcusa et interprétée par José Vélez, qui fut choisie. Le chef d'orchestre sélectionné pour l'Espagne à l'Eurovision 1978 est Ramón Arcusa.

## À l'Eurovision

### Points attribués par l'Espagne
| 12 points | Luxembourg  |
| 10 points | Allemagne   |
| 8 points  | Italie      |
| 7 points  | Grèce       |
| 6 points  | Israël      |
| 5 points  | France      |
| 4 points  | Suisse      |
| 3 points  | Royaume-Uni |
| 2 points  | Belgique    |
| 1 point   | Portugal    |

### Points attribués à l'Espagne
| 12 points  | 10 points           | 8 points | 7 points                        | 6 points         |
| ---------- | ------------------- | -------- | ------------------------------- | ---------------- |
| - Danemark |                     | - Suisse | - Autriche - Finlande - Turquie | - Grèce - Israël |
| 5 points   | 4 points            | 3 points | 2 points                        | 1 point          |
|            | - Monaco - Pays-Bas |          | - Belgique - Luxembourg         |                  |

José Vélez interprète Bailemos un vals en 7e position lors de la soirée du concours, suivant la France et précédant le Royaume-Uni.
Au terme du vote final, l'Espagne termine 9e sur 20 pays participants, ayant reçu 65 points au total,.